# Kwantumcascadelaser
Een kwantumcascadelaser of QCL (van het Engelse Quantum Cascade Laser) is een type unipolaire (gebruik makend van ladingsdragers met dezelfde polariteit) vaste-stoflaser, uitgevonden in 1994 door Jerome Faist, Federico Capasso, Deborah Sivco, Carlo Sirtori, Albert Hutchinson en Alfred Y. Cho in Bell Laboratories. In tegenstelling tot de conventionele vaste-stoflasers gebeurt de transitie tussen elektrische subbanden, in plaats van tussen de conductieband en de valentieband. De 'cascade' is een opeenvolging van gelijke energiestappen die het gevolg zijn van de structuur van het actieve lasermedium. Wanneer een elektron een stap in de cascade aflegt, wordt telkens een foton uitgezonden.

## Intersubbandtransitie

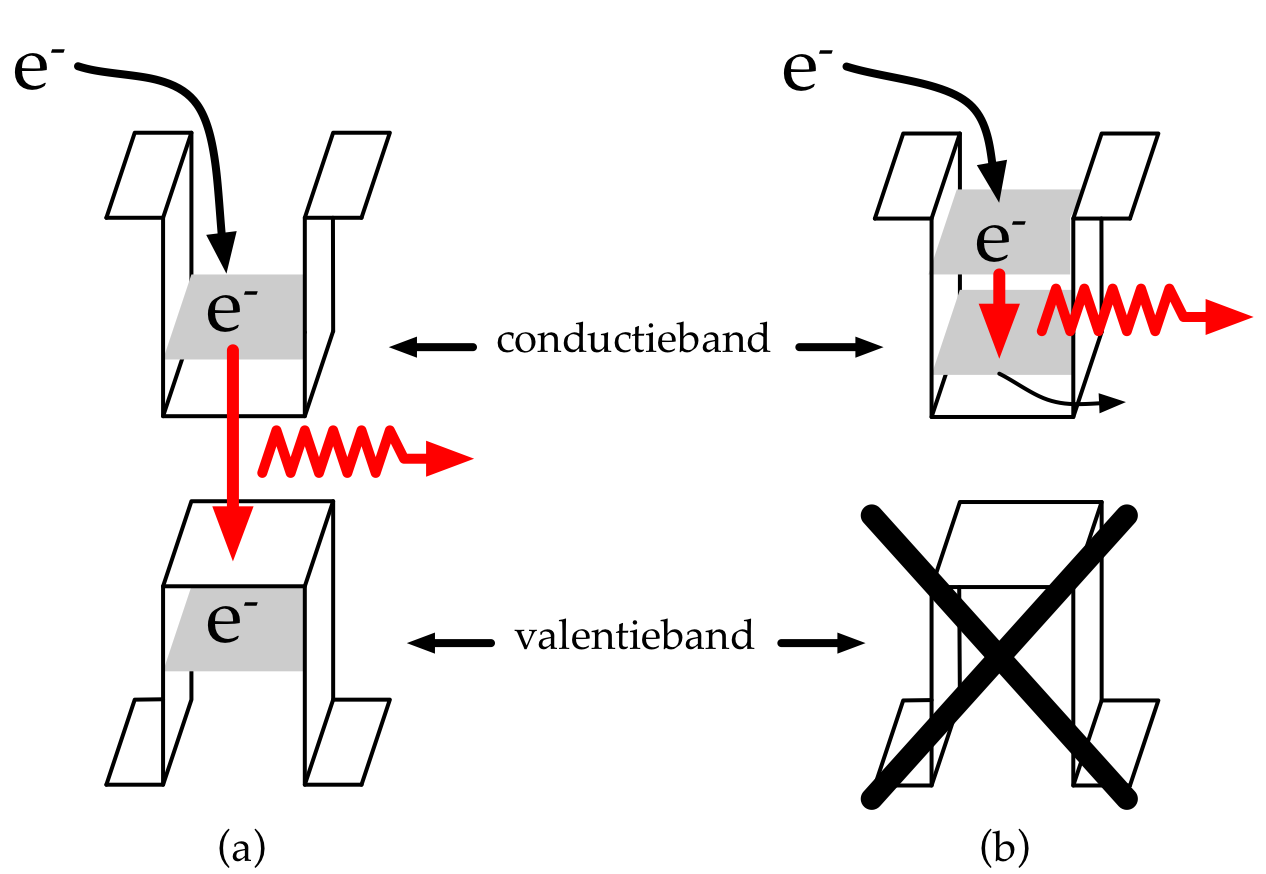
Inter- vs. intrasubbandtransitie

In de gebruikelijke halfgeleiderkristallen kunnen elektronen voorkomen in een of twee continue energiebanden: de valentieband, die een hoge concentratie bevat aan energiearme elektronen, en de conductieband, die een lage concentratie aan energierijke elektronen bevat. Deze twee energiebanden zijn gescheiden door een bandkloof, die een verboden gebied vormt voor de elektronen. Aangezien geëxciteerde elektronen enkel 'vallen' van de conductieband naar de valentieband, hangt de golflengte van de uitgezonden golf sterk af van de grootte van de bandkloof van het gebruikte materiaal. Dit is een restrictie die de kwantumcascadelaser niet kent, gezien de val gebeurt over een subband (zie figuur), terwijl het grote voordeel van intersubbandtransitie is dat ook indirecte halfgeleiders, zoals het goedkope silicium, gebruikt kunnen worden.

## Opbouw
De opbouw van de kwantumcascadelaser bestaat uit een halfgeleiderlasermedium opgebouwd uit meerdere lagen, waarvan de dikte in de orde nanometer valt. Daarbij worden afwisselend het basismateriaal (vb. GaAs) en het gedoteerd materiaal (vb. AlGaAs) gebruikt. Een dergelijke laag wordt een kwantumfilm genoemd en veroorzaakt, net als bijvoorbeeld in een diode, een elektrische potentiaal, die sterk afhankelijk is van het gebruikte materiaal. De werking van de laser wordt kritisch bepaald door de juiste opeenvolging van de verschillende kwantumfilmdiktes.

## Werking

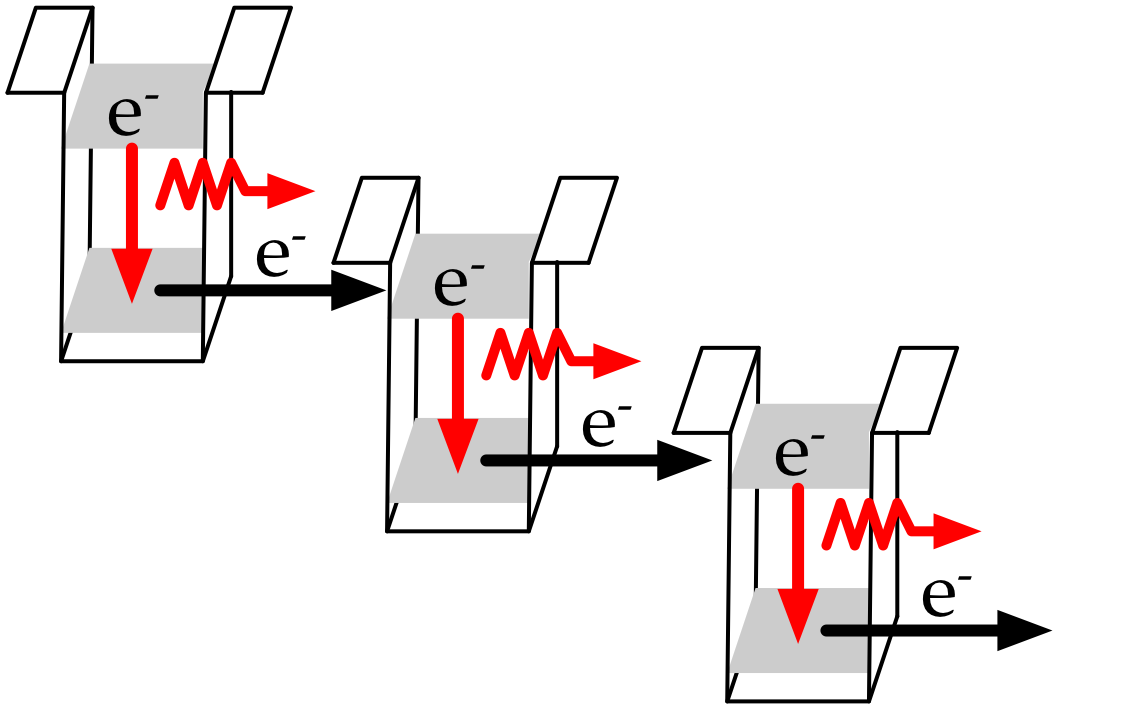
Het cascade-effect

Om het watervaleffect van de kwantumcascadelaser te verkrijgen, moet ervoor gezorgd worden dat de opstelling van de halfgeleiderlagen kwantumputten creëert, die meerdere gekwantiseerde energieniveaus hebben, zoals beschreven in de vorige alinea. Door een spanning aan te leggen worden die gekwantiseerde energieniveaus van aangrenzende kwantumputten zo ten opzichte van elkaar gepositioneerd dat een elektron door kwantummechanisch tunnelen van een laag energieniveau van de ene kwantumput zich een weg kan boren naar een hoog energieniveau van een naburige kwantumput (zie figuur). Vanuit dat hoge niveau 'valt' dat elektron naar het lage niveau van de put en dat energieverschil uit zich in de vorm van het afgeven van een foton. Dit elektron kan opnieuw tunnelen naar een volgende kwantumput en zo een 'cascade' van energievallen veroorzaken doorheen het halfgeleidermateriaal.

## Structuur

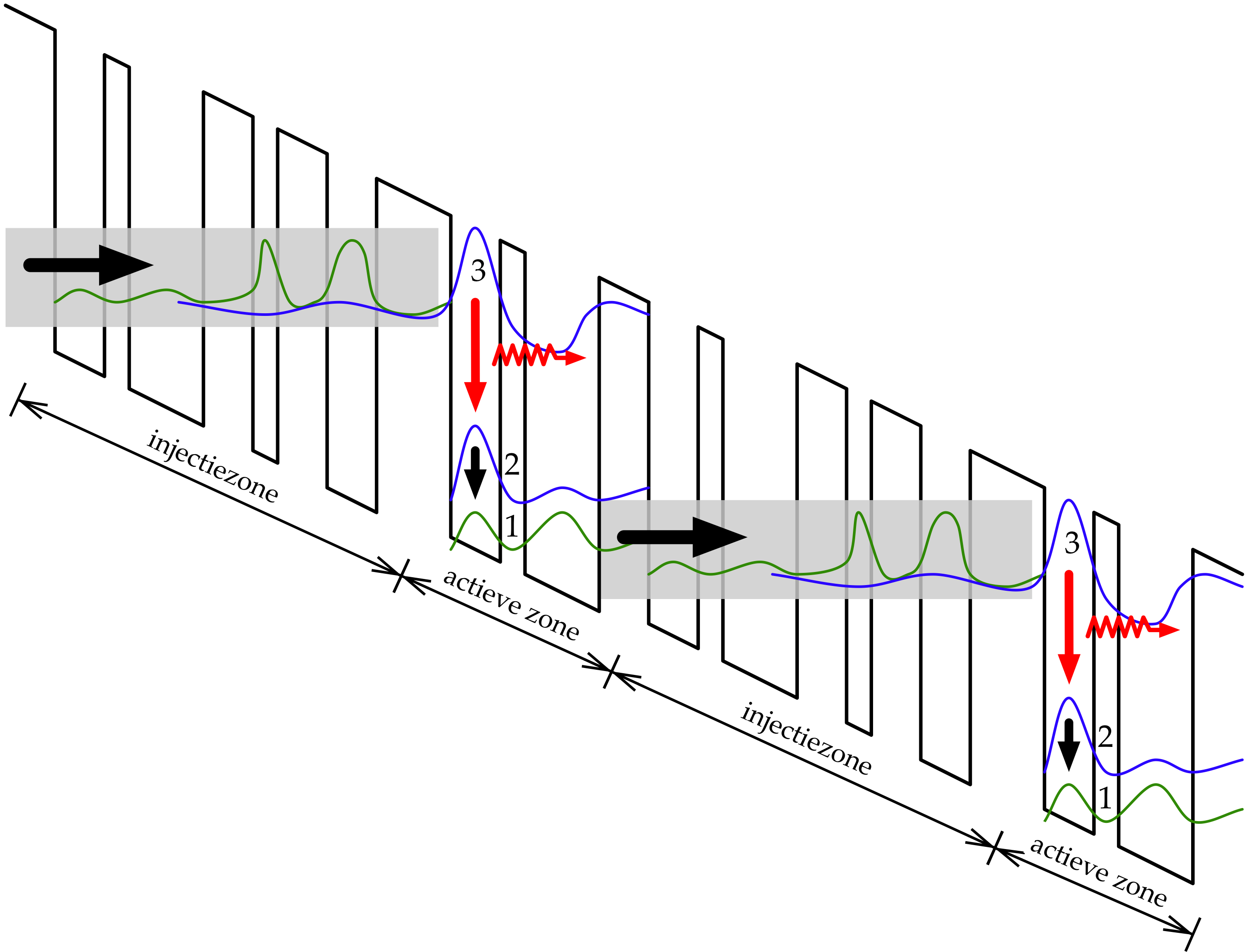
Twee periodes van een typische kwantumcascadelaserstructuur

Een typische structuur van een kwantumcascadelaser staat afgebeeld in de figuur. Deze structuur is zo opgebouwd dat het cascade-effect bekomen wordt. De op en neer zigzaggende zwarte lijn op de figuur zijn de kwantumputten. De opbouw is periodiek en bevat afwisselend een injectiezone en een actieve zone (ook wel emissiezone genoemd). Een typische kwantumcascadelaser kan 25 tot 75 periodes bevatten. In de actieve zone 'valt' het elektron in een van haar kwantumputten van niveau 3 naar niveau 2 waarbij het een foton (zigzagpijl) uitzendt. De overgang van niveau 2 naar 1 gebeurt zonder fotonemissie. In de injectiezone, die als een soort tijdelijke opslag van elektronen dient, worden de elektronen doorgetunneld naar de volgende active zone. De populatie-inversie tussen niveau 2 en 3 komt doordat de doorgetunnelde elektronen in niveau 3 gemiddeld 2,1 ps nodig hebben vooraleer ze naar niveau 2 gaan, terwijl elektronen in gemiddeld 0,3 ps verspringen van niveau 2 naar 1.
De verliezen bij een typische kwantumcascadelaser komen door de gedeeltelijke reflecties aan de spiegels, absorptie (overgangen 1 → 2 en 2 → 3) en elektronentransities via energieniveaus in de band afkomstig van de dopering.